# Kloster Magdenau
Das Kloster Magdenau (lat. Abbatia B. M. V. de Augia Virginum) ist eine Zisterzienserinnenabtei in der Ortschaft Wolfertswil, in der sankt-gallischen Gemeinde Degersheim in der Schweiz.

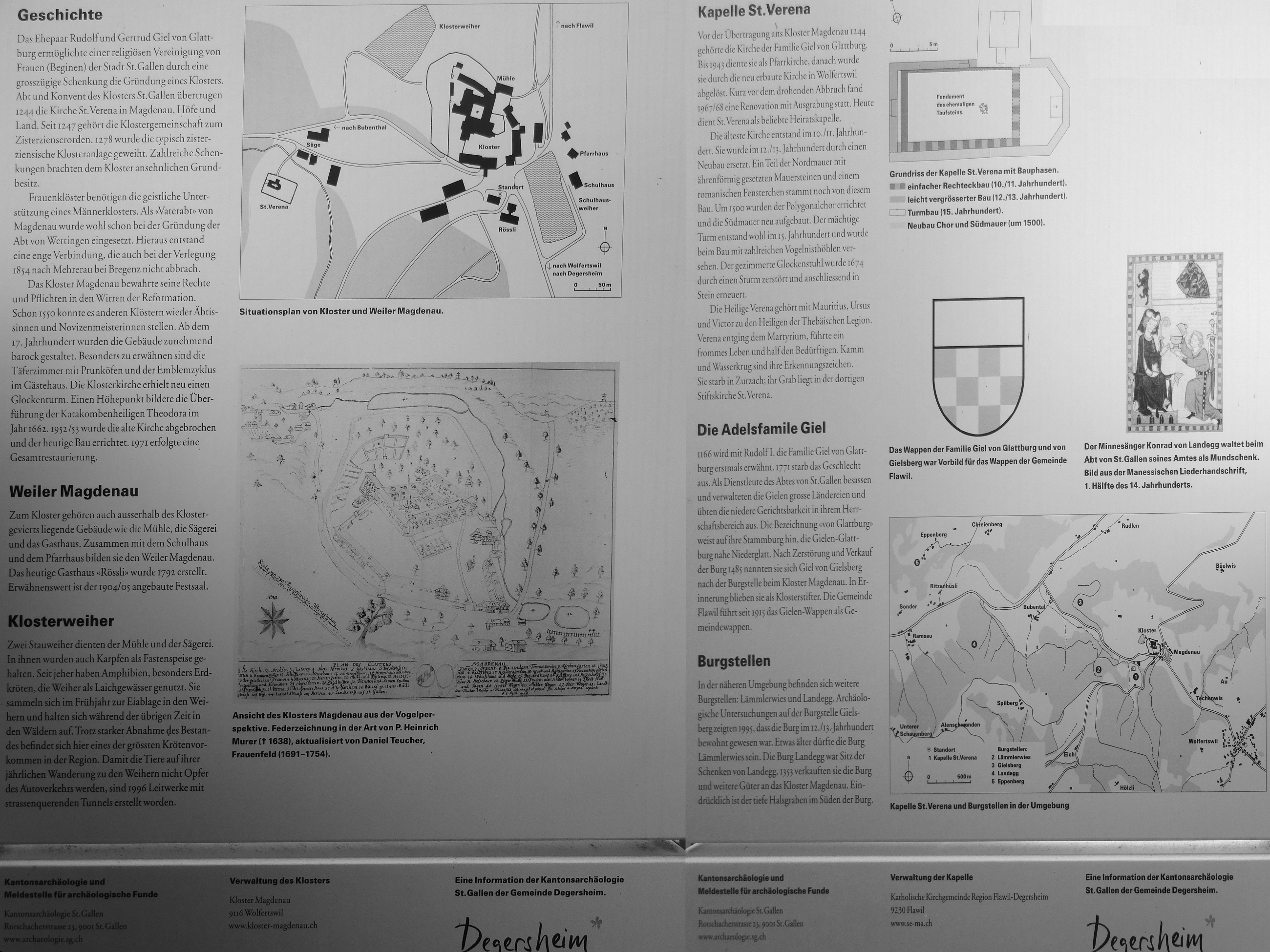
Kloster Magdenau

## Geschichte

Historisches Luftbild von Walter Mittelholzer von 1924

Die Abtei Magdenau wurde im Jahre 1244 durch Ritter Rudolf Giel von Glattburg und seine Gemahlin Gertrud gegründet und dem Zisterzienserorden inkorporiert. 1278 erfolgte die Weihe der Klosterkirche. Nach einem raschen Aufschwung im Lauf des 13. Jahrhunderts und einer Zeit der Prüfung (Brände, Insektenplagen) im 14. Jahrhundert, kam es um 1500 zum Verfall der klösterlichen Disziplin. Eine krisenhafte Zeit in den Jahren 1528–1532 führte schliesslich zur Auflösung des Konvents und Beschlagnahmung der Güter.

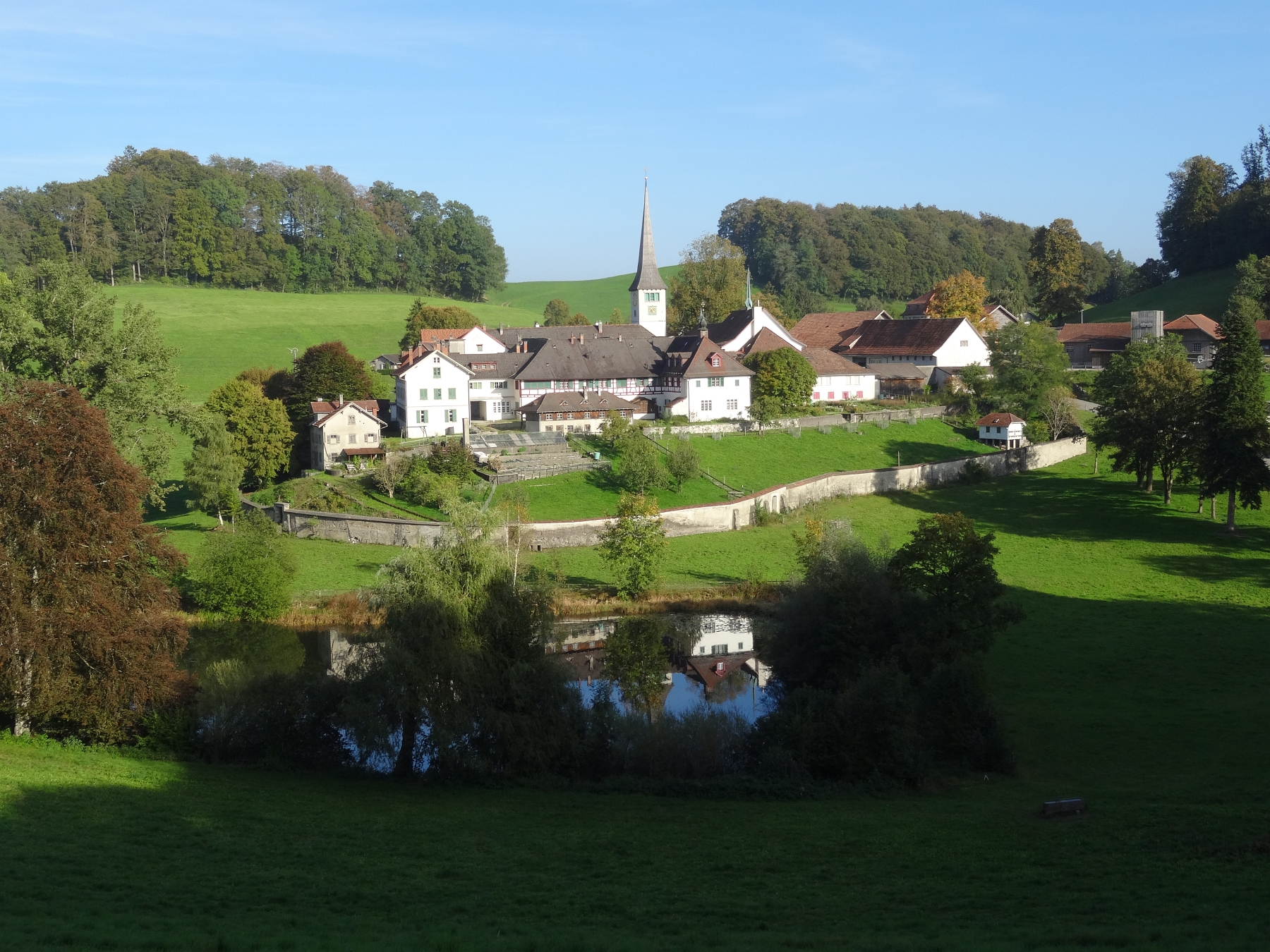
Kloster Magdenau

Doch schon 1532 kam es unter der Leitung der Äbtissin Afra Schenk zur Wiederbesiedlung des Klosters durch eine neue Gemeinschaft. Das 16. und 17. Jahrhundert bescherten der Abtei eine regelrechte Blütezeit, die sich auch in umfangreichen Neu- und Umbauten ausdrückte. Im Toggenburgerkrieg  wurde das Kloster besetzt. Im Jahr 1754 wurde die strenge Klausur eingeführt. 1798 eröffnete das Kloster eine der ältesten Elementarschulen des Kantons Sankt Gallen.
Von 1948 bis 1953 erfolgten unter der Leitung der Äbtissin Anna Markwalder Restaurierungsarbeiten und der Bau einer neuen Klosterkirche. Von 1965 an kam es schliesslich zur Neugestaltung des Gemeinschaftslebens nach den Vorgaben des II. Vatikanischen Konzils.

## Gegenwart

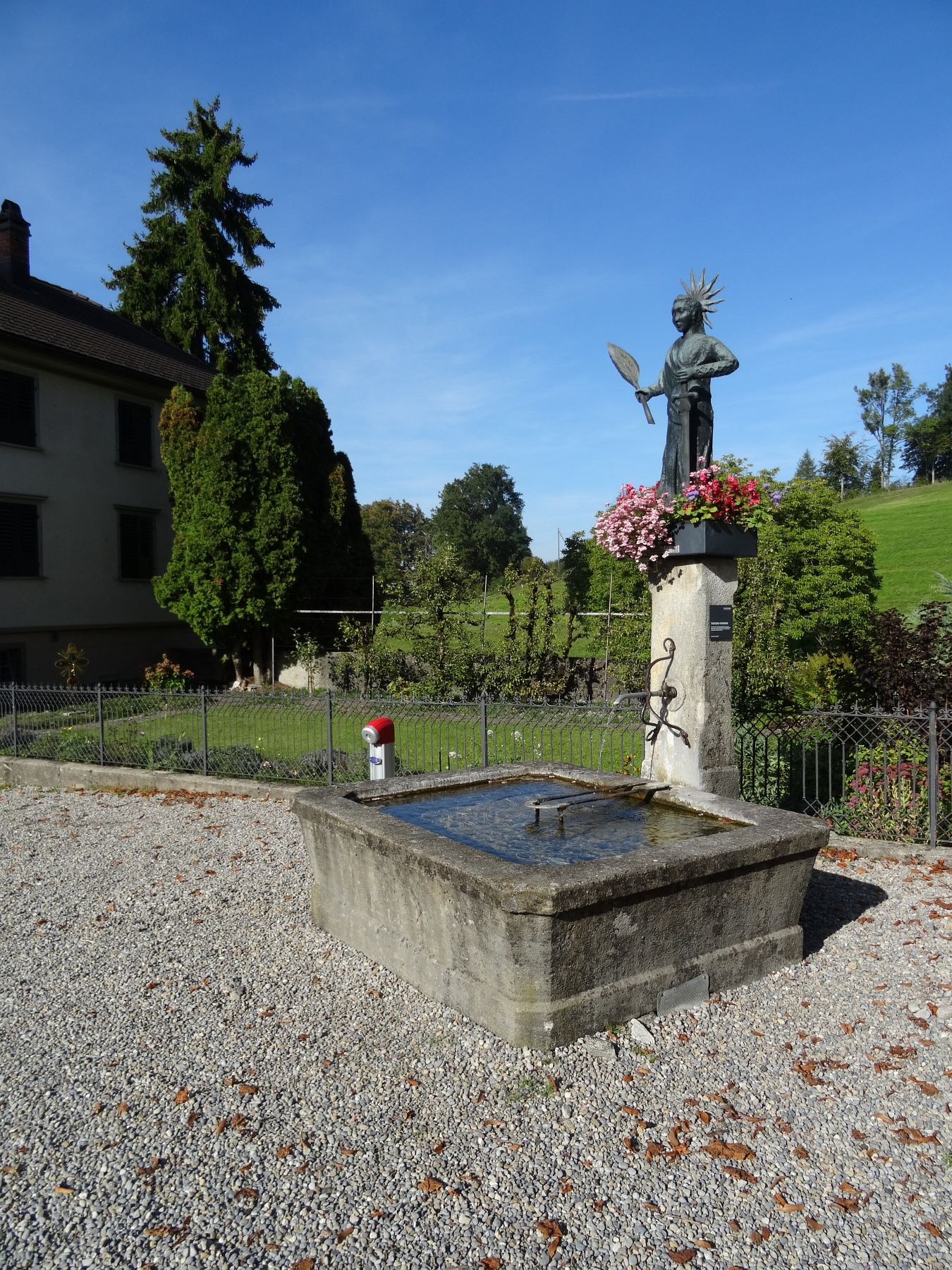
Kloster Magdenau, Theodora-Brunnen

Heute beherbergt die Abtei eine kleine Gemeinschaft von sechzehn Schwestern (Stand: Februar 2009), die ein weitgehend kontemplatives Leben führen. Als Angebote für Besucher und Gäste werden ein Klosterladen und das Gästehaus St. Josef betrieben, darüber hinaus besteht die Möglichkeit zur Aussprache und zu geistlicher Begleitung. Das Kloster gehört zur Mehrerauer Kongregation. Von 1997 bis 2021 leitete Äbtissin Raphaela Pfluger OCist das Kloster. 2021 folgte ihr Schwester Michaela Holzerova als Priorin-Administratorin im Amt.

## Umgebung
Zum Weiler Magdenau gehören neben dem Kloster auch ein Gasthaus, ein Landwirtschaftsbetrieb, eine Sägerei sowie die ehemalige Pfarrkirche St. Verena. Die Verena-Kapelle, deren Grundmauern teilweise aus dem 12./13. Jahrhundert stammen, steht wie das Kloster Magdenau selber auf der Liste der Kulturgüter von nationaler Bedeutung.